# Ferculum

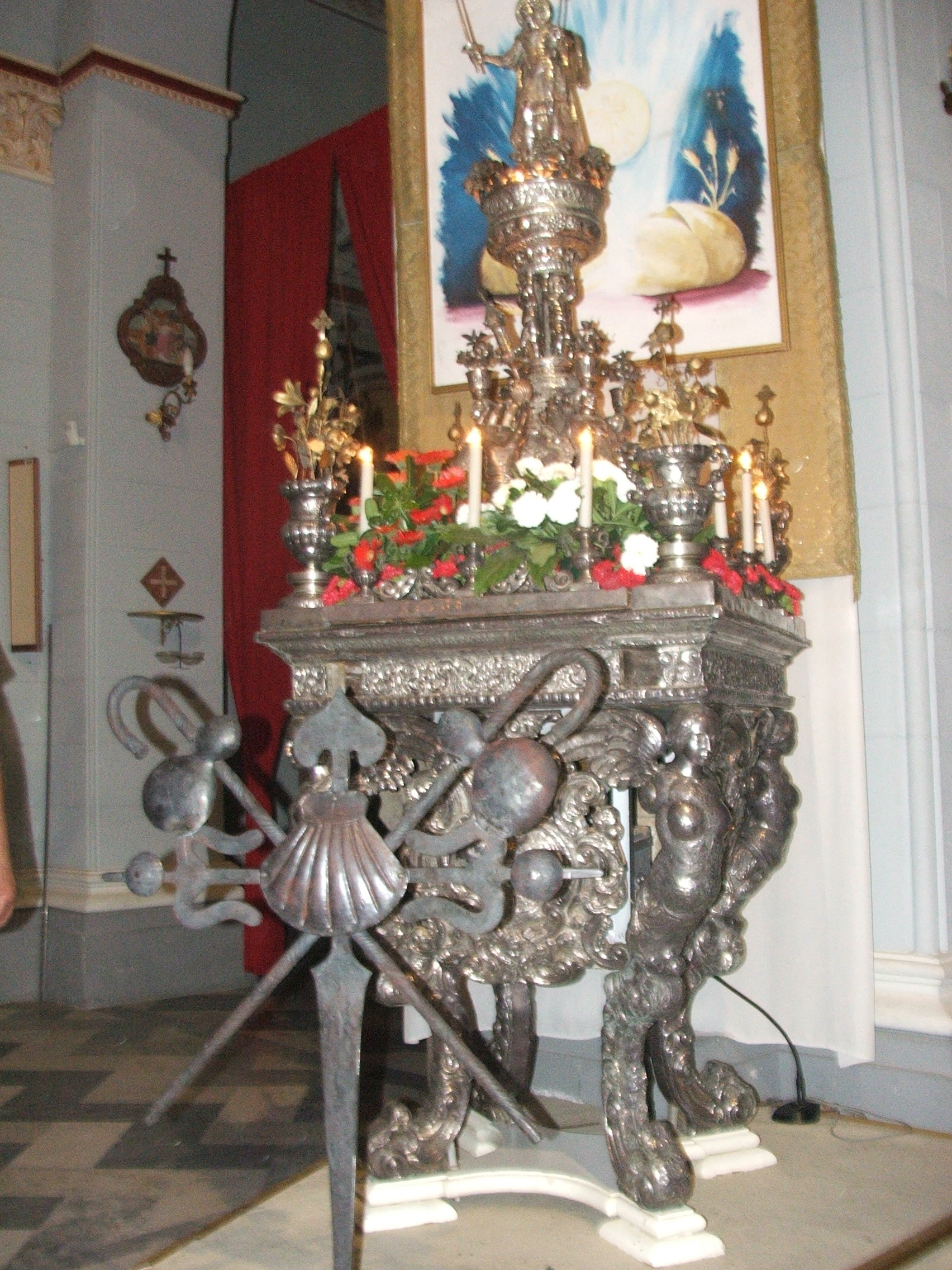
Ferculum de San Giacomo Apostolo

Le ferculum est dans la Rome antique, un brancard de triomphe. 

## Description
Sur le ferculum étaient disposés les objets mobiliers les plus précieux des butins, ainsi que des statues et, parfois, des prisonniers célèbres. Il était porté à l'épaule par quatre ou huit hommes et se composait d'un plateau entre deux longs leviers. 
Le ferculum était construit en bois de citre, en écaille ou en ivoire. Jules César eut des fercula incrustés d'argent poli.